# Camilla Rodolfi
Camilla Rodolfi (... – XV secolo) è stata una mercenaria italiana al comando di un gruppo di donne che si unirono per combattere contro Francesco Sforza.

## Biografia
Rodolfi era un membro della stimata famiglia di mercanti Rodolfi, che era una delle principali famiglie governanti di Vigevano nel nord Italia ed era un soldato mercenario.
Le sue date di nascita e morte sono sconosciute, ma è noto che fu la più influente in Italia nel 1449. Quando Francesco Sforza tentò di prendere Vigevano nell'aprile 1449, Rodolfi e un gruppo di donne combatterono, dopo che molti uomini erano morti nel tentativo. Nonostante il tentativo delle donne, Sforza catturò comunque la città, ma alcune fonti suggeriscono che a volte gli piaceva che Camilla Rodolfi e il suo esercito sfilassero in piena uniforme.